# Kan'onji
Kan'onji è una città giapponese della prefettura di Kagawa.